# Martin Kamen

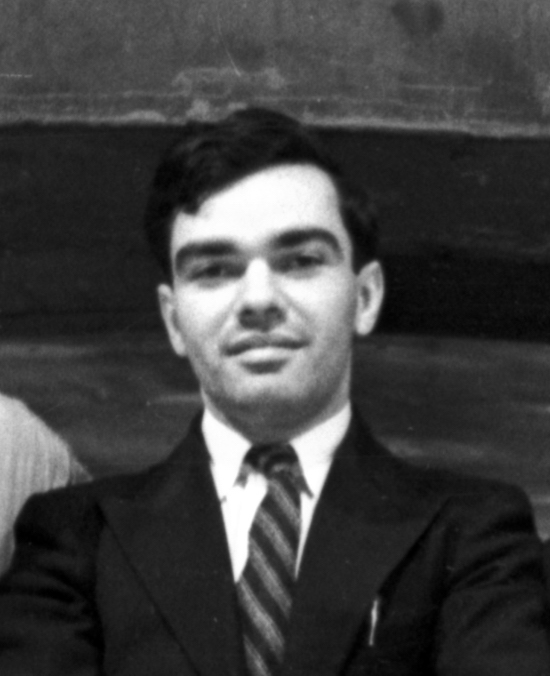
Martin Kamen (1938)

Martin David Kamen (* 27. August 1913 in Toronto; † 31. August 2002 in Montecito, Santa Barbara) war ein kanadisch-US-amerikanischer Physiker. Er ist bekannt als Ko-Entdecker der Synthese des langlebigen Kohlenstoff-Isotops C-14 mit Sam Ruben im Radiation Laboratory der University of California 1940.
Kamen war Sohn russischer Einwanderer und wuchs in Chicago auf, wo er Chemie studierte, mit dem Bachelor-Abschluss 1933 und der Promotion in Physikalischer Chemie 1936. Danach ging er an das Radiation Laboratory der University of California, Berkeley, von Ernest O. Lawrence, wo er sich der Kernphysik und Kernchemie zuwandte. Dort synthetisierte er 1940 mit Sam Ruben C14 bei der gezielten Suche am Zyklotron nach Kohlenstoffisotopen als Tracer für Experimente zur Photosynthese. 1943 arbeitete er im Manhattan Project am Oak Ridge National Laboratory. Danach kehrte er nach Berkeley zurück, wurde aber 1945 entlassen, als er unter dem Verdacht stand,  Atomspionage zum Nutzen der Sowjetunion begangen zu haben. Die Anschuldigungen erwiesen sich später als unhaltbar, brachten ihn damals aber in eine verzweifelte Lage, so dass er sogar einen Suizidversuch unternahm. 1955 gewann er einen Prozess gegen die Chicago Tribune, die ihn 1951 sowjetischer Spionage bezichtigt hatten. Aufgrund der Anschuldigungen fand er lange keine Arbeit, bis ihn Arthur Holly Compton an die Washington University holte, um Tracer für die Forschung am Zyklotron herzustellen. Dort verlagerte sich das Interesse von Kamen in Richtung Biochemie. Er untersuchte unter anderem Cytochrome. 1957 ging er an die Brandeis University, und von 1961 bis zu seiner Emeritierung 1978 war er Professor an der University of California, San Diego.
1958 wurde er in die American Academy of Arts and Sciences gewählt, 1962 in die National Academy of Sciences und 1974 in die American Philosophical Society. 1989 erhielt er den Albert Einstein World Award of Science. 1996 erhielt er den Enrico-Fermi-Preis.
Er spielte Viola, unter anderem mit dem befreundeten Isaac Stern.